# カルシウム欠乏症 (植物)

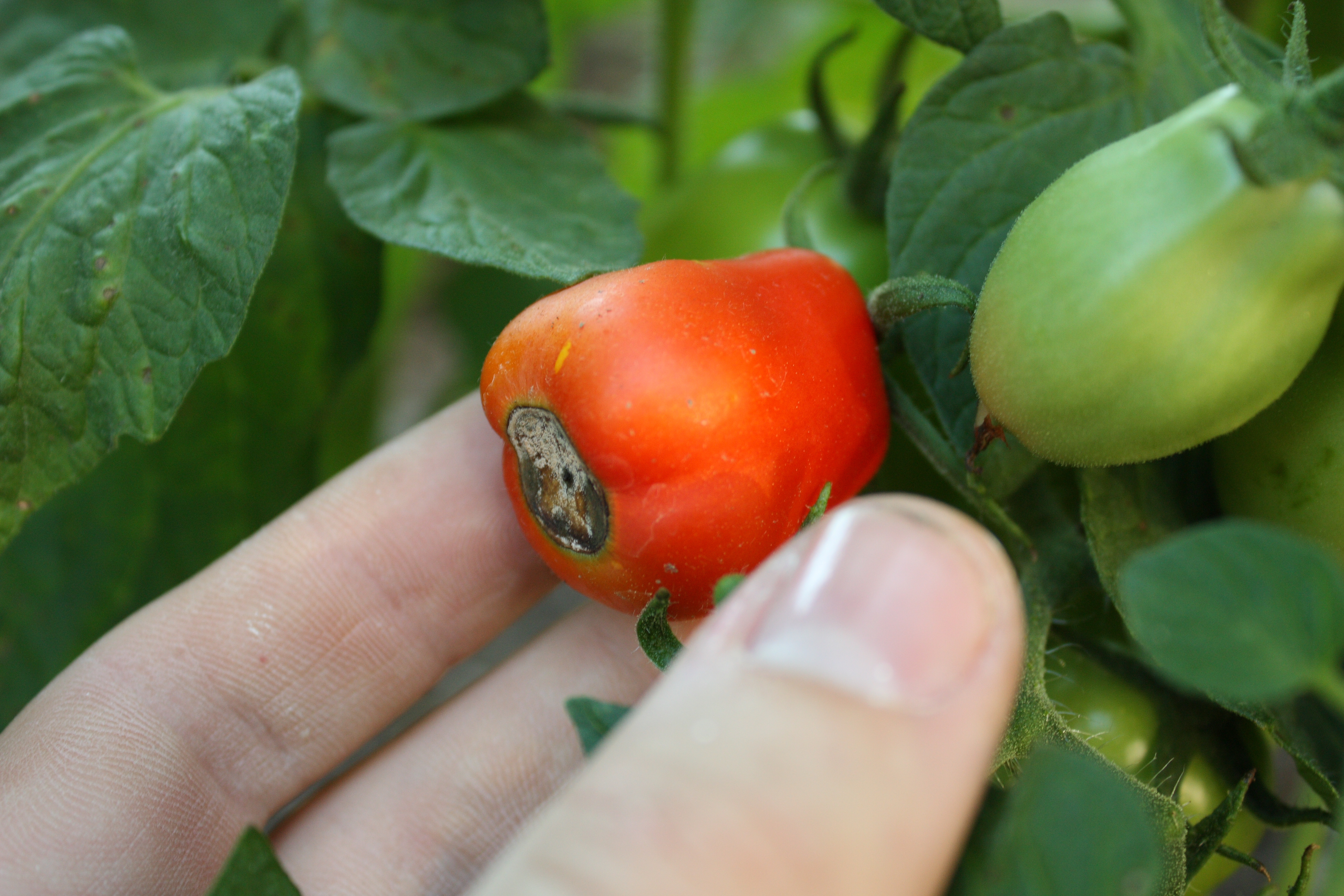
トマトにおけるカルシウム欠乏症（尻腐れ）

カルシウム(Ca)欠乏症（カルシウムけつぼうしょう、英語: Calcium (Ca) deficiency）とは植物の障害の一つである。植物の生育にとって環境中のカルシウムが不足しているときに起こり得る。ただし、より多く見られる原因は、全体の、あるいは一部の組織で蒸散作用の水準が低いことである。

## 原因
カルシウムは師部内を移動しないため、蒸散が稀か全くない組織は局所的なカルシウム欠乏になりやすい。カルシウム欠乏症の原因として、以下が挙げられる。
- 土壌pHが低く、酸性である。
- 土壌中のカルシウムの含有量が低い。低含有量は砂質や、粒子が粗大な土壌でしばしば見られる。
- 乾燥条件[2]、あるいは土壌水分の分布が不均一。
- 肥料の過剰投与[3]。
  - 土壌にリンが多量に存在する。リン分はカルシウムを不溶性形態とする。
  - 土壌中に窒素や塩基（カリウムやマグネシウムなど）が過剰に存在する場合、植物によるカルシウムの吸収が抑制される[2][4]。
- 湿害などに伴う根の機能低下（根いたみ）[2]。

## 症状

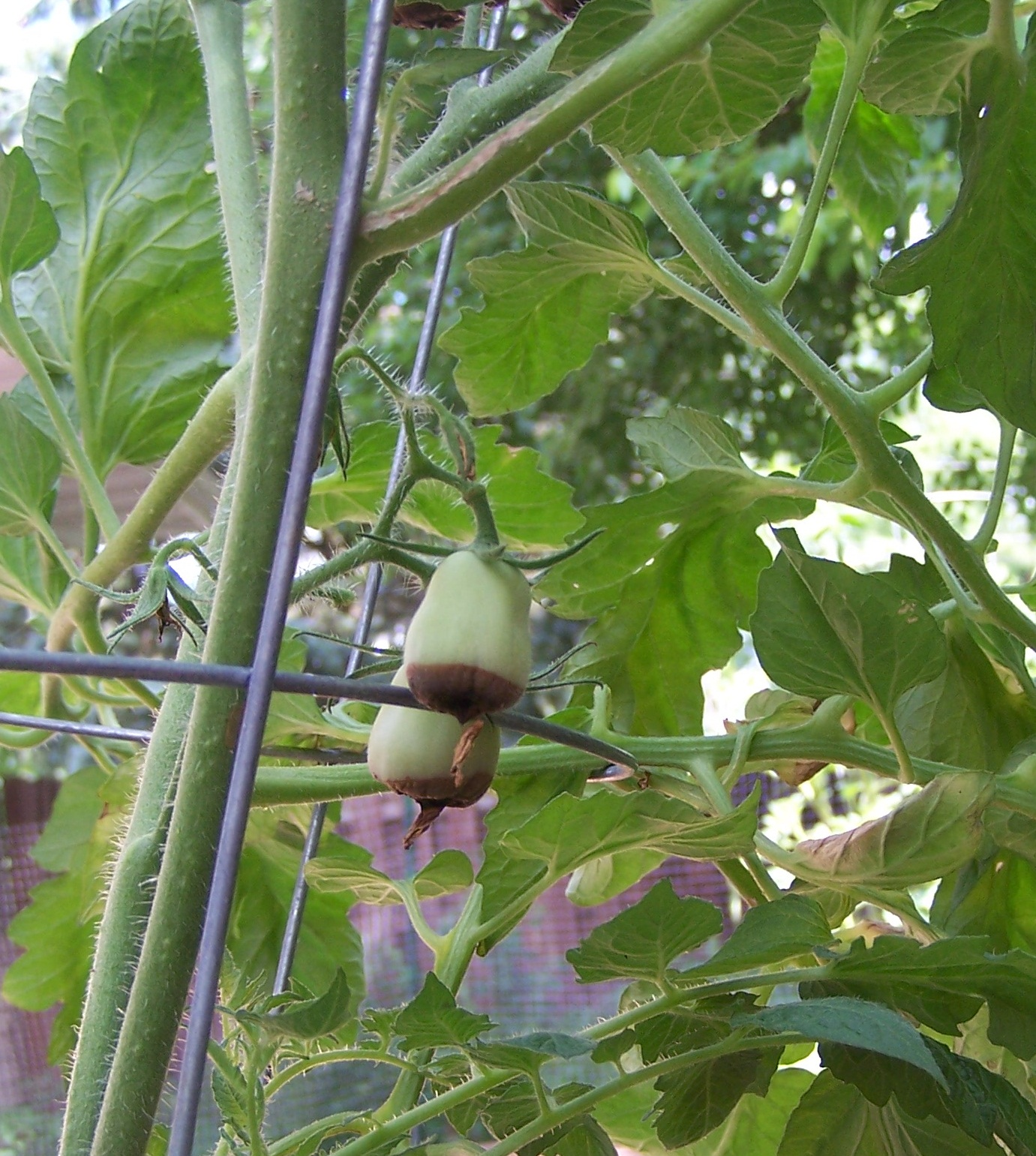
グレープトマトにおける尻腐れ

特徴的な症状は根系の未発達と葉のクロロシス（黄化）である。植物全体の生育阻害を招く。
症状は普通、地上部よりも根系で先に現れる。根系でも葉でも、最初の症状は局所的な組織のネクロシスである。症状が進行すると根端は死滅する。このため、カルシウム欠乏下では根の生育と伸長は阻害される。例えば、カルシウム(またはホウ素)がない培養液にトマト幼植物を移すと根の伸長は直ちに停止する。一般に、カルシウム欠乏症となると根腐れが生じやすくなる。また、植物はカルシウム濃度が十分な条件で生育してカルシウムを体内に吸収していても、その植物がカルシウム飢餓条件に移植されるとその根は阻害症状を呈する。このことは、植物(少なくとも根)にとってカルシウムイオンは培地から常に供給されていなければならないことを示す。
葉ではカルシウム欠乏症のネクロシスは若い葉の葉縁部壊死斑または葉の湾曲、最終的に頂芽の死を招く。一般に最初の発症は、若くて生長が速い植物組織で現れる。特に、地上部では、生育が速い上位葉で先端葉の生育が阻害される。先端にいくほど障害が強く、白化し更に褐変枯死する。カルシウムは非移動性であり古い葉中で高濃度に蓄積されるため、カルシウム欠乏症を発症した葉は滅多に成熟しない。
花粉管の伸長にもカルシウムとホウ素が必須である。花粉管は根と同様に培地から常にカルシウムの供給を受けなければ欠乏症を示す。また、子実では、カルシウム欠乏症で花落ち部分の壊死や成熟の抑制などの症状が現れる。

### 穀物
スイートコーン
生育初期のカルシウム欠乏は、新葉の展開が不良となり葉が鞭状になる（Bull whip）。やがてその部分は枯死し、生長点の発育停止が起こる。上位葉の葉縁部には黄化症状と、切れ込みが入って裂けた状態になる症状が発現する。一方、これらの症状が発現しない葉身は比較的濃緑色を呈する。さらにカルシウム欠乏が進むと、下位葉の葉鞘に褐変症状が生じる。生育中期以降のカルシウム欠乏では上位葉の葉縁部に黄化症状と切り込み状に裂ける症状とが発現する。やがてその部分は枯死するが、生長点の停止はなく、雄穂は抽出する。しかし、雌穂は先端部が枯死し、抽出が不完全となり、不稔となる。

### 果物
リンゴ
苦痘病（ビターピット） – 果実の皮に窪みが展開し、果皮と/または果肉に茶色の斑点が現れ、それらの患部の味が苦くなる。この植物病は通常、倉庫に保管しているときに発生し、ブラムリー（英国のリンゴ）は特に影響を受けやすい。ホウ素欠乏症に関連し、蜜病のリンゴはほとんど苦痘病の影響を示さない。
カンキツ
まず新梢葉の先端が黄化し、黄化症状は葉縁部へと拡大していく。これは、カルシウムの移動は樹体内で遅く、生育が盛んな部位で不足が発生するためである。特に、高接ぎ樹の新梢に発生が多い。症状が激しい場合は先端部や葉先、葉縁部が黒褐変し、伸長が阻害される。防除の際は、土壌pHが5.5〜6.5になるように石灰類を施用する。細根が少なくなる高接ぎ樹などでは新梢葉に対して石灰質資材を散布する。
イチゴ
新芽の展開時に先端部の枯れ「チップバーン」が現れ、症状が激しい場合には新芽全体が展開前に枯れる。展開後の葉では葉身が上向きにカップ状になり、さらに葉脈間のクロロシスも観察される。展開後の葉の症状は新葉から古葉へ広がり、最終的には株全体に及ぶ。花房は褐変する。また、抽出されずにクラウン付近からわずかに伸長した程度で生長を停止する。カルシウム欠乏症の緩和は葉面散布（0.3%塩化カルシウム溶液、週２回散布）で可能である。
メロン
側枝または茎の先端に近い部分は水浸状に茶褐色となり折れ曲がる。また、上位葉の葉縁部が褐変し、葉先から葉脈間が淡緑〜黄化する。さらに、これらの症状が中〜下位葉へと拡がると共に、上〜中位葉の葉脈間に褐色斑を生ずる。カルシウム欠乏は発酵果の発生要因のひとつと考えられている。葉のカルシウム濃度が1%を下回ると欠乏症の恐れが大きい。健全葉（葉身）での濃度は上位葉で2〜5%、下位葉で7〜10％程度が多い。欠乏症の対応策として、速やかに1%硝酸カルシウム水溶液または市販のカルシウム入り葉面散布剤の数日おきの数回散布が推奨されている。
スイカ
主に上位葉や孫づるで葉脈間が黄化し、葉縁部は褐色に壊死する。葉は矮小化かつ変形するとともに、裏側へ激しく巻き込む落下傘葉となる。また、新葉形成が抑制される。中位葉にも葉脈間に直径2～3mmの褐色斑点が現れることがある。果実には、果皮の軟化および果肉のスポンジ状化が現れ、果皮表面からは赤色の粘液がしみ出す。激しい場合は、果実の下半球が水浸状に腐敗する（尻腐れ）。

### 果菜類
トウガラシ属
尻腐れ – 初期症状として、果実の花の先端で、幹から最も遠い部位が窪み、乾燥し、腐敗する。ただし、トラス上の果実は必ずしも影響を受けない。ときとして、窒素分が大きい肥料による急速な成長は尻腐れを悪化させる。
トマト
生育初期のカルシウム欠乏は新葉の壊死と生長点の発育停止を引き起こす。上位葉には黄化症状が生じ、葉柄側の葉脈から壊死斑が広がり、やがて上位葉は枯死する。下位葉では、葉脈の緑を残して葉脈間に黄化症状が現れる。この症状は順次上位葉へと進行し、やがてアントシアン色素の蓄積により葉縁部周辺は暗紫色を帯びる。着果期以降のカルシウム欠乏でも、新葉の壊死、生長点の発育停止および上位葉の黄化症状が観察される。着果期以降のカルシウム欠乏では、果実の花痕部の果肉が幼果のうちに水浸状に軟化し、黒褐色になって陥没する（尻腐れ）。
ナスやピーマン
尻腐れ果。
ウリ類
肩こけ果、変形果。

### 葉菜類
キャベツ
心腐れ、縁腐れ。欠乏症の判定基準は、乾燥した外葉でのカルシウム濃度が1.8以下であることである。
チンゲン菜。
心腐れ、縁腐れ。欠乏症の判定基準は、乾燥した内葉でのカルシウム濃度が0.5以下であることである。
ハクサイ
緑腐れ症。欠乏症の判定基準は、乾燥した外葉でのカルシウム濃度が1.5以下であることである。
レタス
緑腐れ症。

### 茎菜類
セロリ
発育不全、特に中央の葉で発育は止まる。
セルリー
心腐れ。
タマネギ
心腐れ。

### 根菜類
ニンジン
キャビティースポット - 楕円形のスポット（斑点）が現れ、他の病気の病原体が侵入可能な窪みに発展する。
空洞果。
大根
す入り
ダイコン、カブ等
心腐れ。
サトイモ
芽つぶれ症。

## 治療法

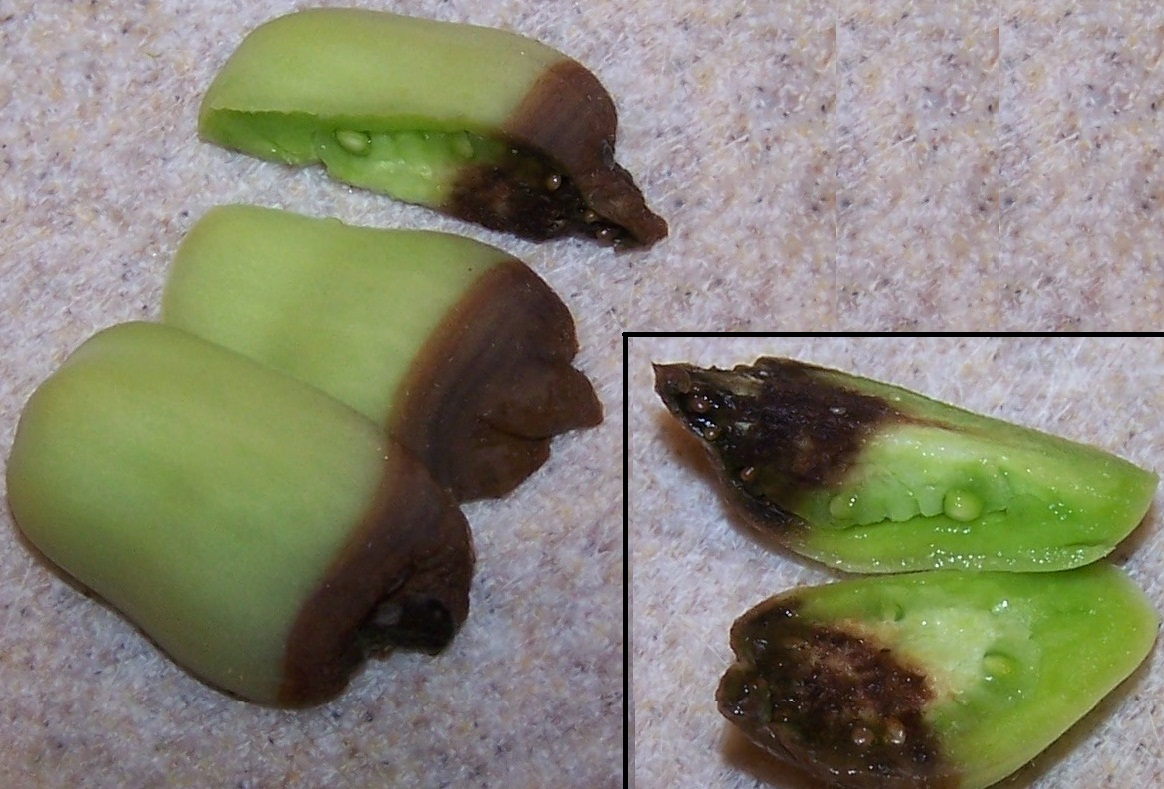
尻腐れしたグレープトマトの断面図

対象植物が特異的に酸性土壌を好む場合を除き、カルシウム欠乏症は、pHが6.5となるように酸性土壌に農業用石灰を投入することで矯正することができる。土壌の保水能力を向上させるために、土壌に有機物を加えることが推奨される。  しかし、障害の性質上（すなわち、低蒸散組織へのカルシウム輸送が貧弱であること）、一般に根にカルシウムを与えることによって問題は解決されない。いくつかの種では、疾病可能性のある組織に塩化カルシウムをスプレーで予防的に吹き付けることによって問題を低減することができる。
カルシウム欠乏症による植物の損傷を回復させることは困難である。例えば、症状が現れた際、直ちに窒素200ppm分の硝酸カルシウムを追加で施用するべきとされている。多くの場合、カルシウム欠乏症は低い土壌pHと関連しているため、土壌pHの試験および、必要に応じてpHの是正が必要となる 。